# Bodenheim (Weilerswist)
Bodenheim ist ein Ortsteil der Gemeinde Weilerswist im Kreis Euskirchen, Nordrhein-Westfalen und bildet zusammen mit Lommersum die statistische Ortschaft Lommersum mit knapp 2.200 Einwohnern.
Der Ortsteil liegt südlich von Lommersum an der Landesstraße 181 und der Kreisstraße 11. Im Osten verläuft die Erft.
In Bodenheim liegt die mittelalterliche Burg Bodenheim.

## Geschichte
Bodenheim gehörte zur ehemaligen Herrschaft Kerpen-Lommersum.
Bekannt ist, dass die Gemarkung schon vor etwa 32.000 Jahren von der Aurignac-Kultur besiedelt wurde. Bei Ausgrabungen fand man nach 1969 die ersten Festlandwohnplätze dieses Eiszeitmenschen in Westdeutschland. Später führte die Römerstraße Köln-Trier durch den Ort. Eine römische Ansiedlung ist durch Münzfunde, eine fränkische Besiedlung vor allem durch große Gräberfelder aus dem 5. bis 8. Jahrhundert belegt. Seit der Wende zum 1. Jahrtausend gehörte Bodenheim zum Hofverband Lommersum.
Bei der Schaffung einer neuen Verwaltung 1798/1800 unter französischer Herrschaft wurde Bodenheim Teil der Mairie Lommersum im Kanton Lechenich. Seit der Eingemeindung von Lommersum nach Weilerswist am 1. Juli 1969 ist Bodenheim ein Ortsteil von Weilerswist.

## Verkehr
Die VRS-Buslinien 823 (überwiegend als TaxiBusPlus nach Bedarf) und 869 der RVK verbinden den Ort mit Weilerswist, Euskirchen und Derkum.
| Linie | Betreiber | Verlauf |
| ----- | --------- | --- |
| 823   | RVK       | MiKE (außer im Schülerverkehr): Weilerswist Bf – (Großvernich –) Kleinvernich – Horchheim – Lommersum – Bodenheim |
| 869   | RVK       | Euskirchen Bf – Kessenich – Bodenheim – Lommersum – Derkum Bf                                                     |

Die Landstraße 181 bildet die Ortsdurchfahrt.